# Дейвис, Дэвид Уильям
Дэ́вид Уи́льям Де́йвис (англ. David William Davis; 23 апреля 1873, Кардифф, Уэльс — 5 августа 1959, Бойсе, Айдахо) — 12-й губернатор Айдахо.

## Биография
Дэвид Уильям Дейвис родился 23 апреля 1873 года в столице Уэльса Кардиффе. Когда он ещё был ребёнком, его семья переехала в США. В 12 лет он устроился работать в угольную шахту города Риппи штата Айова. В 1885 году Дейвис переехал в город Американ-Фолс штата Айдахо, где впоследствии основал банк.
Политическая карьера Дэвида Дейвиса началась в 1913 году с должности в Сенате Айдахо, в которой он прослужил до 1915 года. В 1916 году Дейвис участвовал в губернаторских выборах, но проиграл их. Однако он смог победить на следующих выборах, прошедших в 1918 году, а также на последующих выборах 1920 года. При Дейвисе была начата программа по прокладке новых дорог, приняты системы выплаты пособий учителям и социального обеспечения ветеранов. Кроме того, было создано Бюро по бюджетированию и налогообложению. После окончания губернаторства, в 1923 году, Дейвис был назначен особым помощником при министре внутренних дел.
Дэвид Дейвис был женат дважды: на Флоренс Джиллиленд и, после её смерти, на Нелли Джонсон. У него было трое детей. Дейвис скончался 5 августа 1959 года в возрасте 86 лет.